# Antonio Gaudí (película)
Antonio Gaudí (アントニー・ガウディー?) es un documental japonés de 1984 de Hiroshi Teshigahara sobre las obras de Antoni Gaudí. En la película, el director visita los edificios, incluidas las casas de Barcelona y la Sagrada Familia.

## Recepción
The Village Voice escribió una reseña que describe la película como: 

"Una especie de proyecto apasionante, completado décadas después de una visita anterior del director, la película se dedica a un catálogo entusiasta y continuo de las obras de fin de siglo de Gaudí sin mucha voz en off o cualquier texto explicativo".

El New York Times escribió: 

"muchas de las imágenes de 'Gaudí' son nada menos que asombrosas por su belleza y audacia, y por la combinación de un misticismo y grandeza neogóticos con una línea Art Nouveau y una aprehensión surrealista del poder de naturaleza".